# Sándor Preisinger
Sándor Preisinger (11 de dezembro de 1973) é um ex-futebolista profissional húngaro que atuava como atacante.

## Carreira
Sándor Preisinger representou a Seleção Húngara de Futebol nas Olimpíadas de 1996.